# Moszkva–Szentpétervár nagysebességű vasútvonal
A Moszkva–Szentpétervár-vasútvonal egy tervezett 679 kilométer hosszúságú, kétvágányú, 25 kV 50 Hz-cel villamosított nagysebességű, 1520 mm-es nyomtávolságú vasútvonal, amely a két nagy oroszországi várost, Moszkvát és Szentpétervárt kötné össze.
Az Orosz Vasutak szerint az építkezés a tervek szerint 2021-ben kezdődött volna meg. A menetidő körülbelül 2 óra 19 perc lett volna a 679 km-es vonalon.
A tervek szerint a vonatok maximális sebessége 400 km/h lett volna.
2021 novemberében arról számoltak be, hogy a projektet elvetik a meglévő Moszkva–Szentpétervár-vasútvonal esetleges korszerűsítése javára.